# Mar de Sibuyan
La mar de Sibuyan és una petita mar de les Filipines que separa les illes Visayas de l'illa de Luzon, al nord.

## Particularitats
La Mar de Sibuyan és una de les mars interiors de les Filipines i es troba al nord de la mar de Visayas. Està limitada per l'illa de Panay al sud, per Mindoro a l'oest, i al nord per la península Bicol de l'illa de Luzon. Les illes de Romblon hi estan situades dins d'aquesta mar.
Va ser escenari de la batalla del Mar de Sibuyan, el 24 d'octubre de 1944.